# Čudesno putovanje Nilsa Holgerssona kroz Švedsku
Čudesno putovanje Nilsa Holgerssona kroz Švedsku (šved. Nils Holgerssons underbara resa genom Sverige) je roman švedske nobelovke Selme Lagerlöf, objavljen u dva dijela 1906. i 1907. godine.
Roman je najprije napisan kao udžbenik zemljopisa koji se trebao koristiti u školskoj nastavi i koji je bio dio serije knjiga za djecu i omladinu. Roman govori o Nilsu Holgerssonu, nestašnom dječaku koji biva pretvoren u patuljka i koji na leđima divlje guske putuje diljem Švedske čineći dobra djela, ne bi li mu čarobnjak ponovno vratio prirodnu veličinu. Iako je knjiga zamišljena kao udžbenik zemljopisa Švedske, prevedena je na više od 60 jezika i sve do velikog uspjeha Astrid Lindgren s romanom Pipi Duga Čarapa, bila je najprevođenija švedska knjiga za djecu.
Putovanje je prema priči započelo, 20. ožujka 1898. a završilo se 8. studenog iste godine. 

## Vanjske poveznice
- Le Mondeovih 100 knjiga stoljeća